# قائمة رؤساء فنزويلا
بموجب الدستور الفنزويلي، رئيس فنزويلا هو رأس الدولة ورئيس الحكومة الفنزويلية . بصفته رئيسًا للسلطة التنفيذية ووجهًا للحكومة ككل، فإنه صاحب هي أعلى منصب سياسي في البلاد. الرئيس هو أيضا القائد العام للقوات المسلحة البوليفارية الوطنية لفنزويلا. ينتخب الرئيس مباشرة من خلال تصويت شعبي لمدة ست سنوات. منذ الاستفتاء على الدستور عام 2009، يمكن انتخاب أي شخص للمنصب لعدد غير محدد من المرات. عند وفاة الرئيس الحالي أو استقالته أو إقالته من منصبه، يتولى نائب الرئيس مهام منصبه. يجب أن يكون عمر الرئيس 30 عامًا على الأقل، ويجب أن يكون مواطنًا فنزويليًا، ولا يمكن أن يحمل أي جنسية أخرى.
تشمل هذه القائمة فقط الأشخاص الذين أدوا اليمين الدستورية بعد إنشاء دولة فنزويلا المستقلة في 13 يناير 1830. شغل أربعة وخمسون شخص منصب الرئاسة.

## رؤساء فنزويلا منذ الاستقلال (1830 حتى الآن)
تتضمن القائمة أدناه الرؤساء والرؤساء المؤقتون.

### دولة فنزويلا (1830-1864)
| رؤساء دولة فنزويلا | رؤساء دولة فنزويلا | رؤساء دولة فنزويلا      | رؤساء دولة فنزويلا                 | رؤساء دولة فنزويلا            | رؤساء دولة فنزويلا | رؤساء دولة فنزويلا | رؤساء دولة فنزويلا |
| No.                | الصورة             | الرئيس (الميلاد–الوفاة) | الرئيس (الميلاد–الوفاة)            | فترة الحكم                    | الانتخابات         | الحزب              |                    |
| ------------------ | ------------------ | ----------------------- | ---------------------------------- | ----------------------------- | ------------------ | ------------------ | ------------------ |
| 1                  |                    |                         | خوسيه أنطونيو بايث (1790–1873)     | 13 يناير 1830 – 20 يناير 1835 | 1 (1831–35)        | حزب المحافظين      |                    |
| 2                  |                    |                         | أندريس نارفارت (1781–1853)         | 20 يناير 1835 – 9 فبراير 1835 | 1 (1831–35)        | حزب المحافظين      |                    |
| 3                  |                    |                         | خوسيه ماريا فارغاس (1786–1854)     | 9 فبراير 1835 – 9 يوليو 1835  | 2 (1835–39)        | حزب المحافظين      |                    |
| 4                  |                    |                         | خوسيه ماريا كارينيو (1792–1849)    | 27 يوليو 1835 – 20 أغسطس 1835 | 2 (1835–39)        | حزب المحافظين      |                    |
| (3)                |                    |                         | خوسيه ماريا فارغاس (1786–1854)     | 20 أغسطس 1835 – 24 أبريل 1836 | 2 (1835–39)        | حزب المحافظين      |                    |
| (2)                |                    |                         | أندريس نارفارت (1781–1853)         | 24 أبريل 1836 – 20 يناير 1837 | 2 (1835–39)        | حزب المحافظين      |                    |
| (4)                |                    |                         | خوسيه ماريا كارينيو (1792–1849)    | 27 يناير 1837 – 11 مارس 1837  | 2 (1835–39)        | حزب المحافظين      |                    |
| 5                  |                    |                         | كارلوس سوبليت (1789–1870)          | 11 مارس 1837 – 1 فبراير 1839  | 2 (1835–39)        | حزب المحافظين      |                    |
| (1)                |                    |                         | خوسيه أنطونيو بايث (1790–1873)     | 1 فبراير 1839 – 28 يناير 1843 | 3 (1839–43)        | حزب المحافظين      |                    |
| (5)                |                    |                         | كارلوس سوبليت (1789–1870)          | 28 يناير 1843 – 20 يناير 1847 | 4 (1843–47)        | حزب المحافظين      |                    |
| 6                  |                    |                         | خوسيه تاديو موناغاس (1784–1868)    | 20 يناير 1847 – 5 فبراير 1851 | 5 (1847–51)        | حزب المحافظين      |                    |
| 7                  |                    |                         | خوسيه غريغوريو موناغاس (1795–1858) | 5 فبراير 1851 – 20 يناير 1855 | 6 (1851–55)        | الحزب الليبرالي    |                    |
| (6)                |                    |                         | خوسيه تاديو موناغاس (1784–1868)    | 20 يناير 1855 – 15 مارس 1858  | 7 (1855–60)        | الحزب الليبرالي    |                    |
| 8                  |                    |                         | بيدرو غوال إسكندون (1783–1862)     | 15 مارس 1858 – 18 مارس 1858   | 7 (1855–60)        | الحزب الليبرالي    |                    |
| 9                  |                    |                         | جوليان كاسترو (1810–1875)          | 18 مارس 1858 – 2 أغسطس 1859   | 7 (1855–60)        | عسكري              |                    |
| (8)                |                    |                         | بيدرو غوال إسكندون (1783–1862)     | 2 أغسطس 1859 – 29 سبتمبر 1859 | 7 (1855–60)        | مستقل              |                    |
| 10                 |                    |                         | مانويل فيليبي دي توفار (1803–1866) | 29 سبتمبر 1859 – 20 مايو 1861 | 7 (1855–60)        | الحزب الليبرالي    |                    |
| 10                 | 8 (1860–64)        |                         | مانويل فيليبي دي توفار (1803–1866) | 29 سبتمبر 1859 – 20 مايو 1861 |                    | الحزب الليبرالي    |                    |
| (8)                |                    |                         | بيدرو غوال إسكندون (1783–1862)     | 20 مايو 1861 – 29 أغسطس 1861  | الحزب الليبرالي    |                    |                    |
| (1)                |                    |                         | خوسيه أنطونيو بايث (1790–1873)     | 29 أغسطس 1861 – 15 يونيو 1863 | عسكري              |                    |                    |
| 11                 |                    |                         | خوان كريسوستومو فالكون (1820–1870) | 15 يونيو 1863 – 25 أبريل 1868 | عسكري              |                    |                    |
| 11                 | 9 (1864–73)        |                         | خوان كريسوستومو فالكون (1820–1870) | 15 يونيو 1863 – 25 أبريل 1868 | عسكري              |                    |                    |

### الولايات المتحدة الفنزويلية (1864–1953)
| رئيس الولايات المتحدة الفنزويلية | رئيس الولايات المتحدة الفنزويلية | رئيس الولايات المتحدة الفنزويلية | رئيس الولايات المتحدة الفنزويلية        | رئيس الولايات المتحدة الفنزويلية | رئيس الولايات المتحدة الفنزويلية                | رئيس الولايات المتحدة الفنزويلية | رئيس الولايات المتحدة الفنزويلية | رئيس الولايات المتحدة الفنزويلية |
| No.                              | الصورة                           | الرئيس (الميلاد–الوفاة)          | الرئيس (الميلاد–الوفاة)                 | الولاية                          | فترة الحكم                                      | الانتخابات                       | الحزب                            |                                  |
| -------------------------------- | -------------------------------- | -------------------------------- | --------------------------------------- | -------------------------------- | ----------------------------------------------- | -------------------------------- | -------------------------------- | -------------------------------- |
| (11)                             |                                  |                                  | خوان كريسوستومو فالكون (1820–1870)      | ولاية فالكون                     | 15 يونيو 1863 – 25 أبريل 1868                   | 9 (1864–73)                      | عسكري                            |                                  |
| 12                               |                                  |                                  | مانويل ايزيكيل بروزوال (1832–1868)      | إدارة ماجدالينا                  | 25 أبريل 1868 – 28 يونيو 1868                   | 9 (1864–73)                      | مستقل                            |                                  |
| 13                               |                                  |                                  | غييرمو تيل فيليغاس (1823–1907)          | كارابوبو                         | 28 يونيو 1868 – 20 فبراير 1869                  | 9 (1864–73)                      | الحزب الليبرالي                  |                                  |
| 14                               |                                  |                                  | خوسيه روبرتو موناجاس (1831–1880)        | موناغاس                          | 20 فبراير 1869 – 16 أبريل 1870                  | 9 (1864–73)                      | عسكري                            |                                  |
| (13)                             |                                  |                                  | غييرمو تيل فيليغاس (1823–1907)          | كارابوبو                         | 16 أبريل 1870 – 27 أبريل 1870                   | 9 (1864–73)                      | الحزب الليبرالي                  |                                  |
| 15                               |                                  |                                  | أنطونيو غوزمان بلانكو (1829–1899)       | كاراكاس                          | 27 أبريل 1870 – 27 فبراير 1877                  | 9 (1864–73)                      | الحزب الليبرالي                  |                                  |
| 15                               | 10 (1873–77)                     |                                  | أنطونيو غوزمان بلانكو (1829–1899)       | كاراكاس                          | 27 أبريل 1870 – 27 فبراير 1877                  |                                  | الحزب الليبرالي                  |                                  |
| 16                               |                                  |                                  | فرانسيسكو ليناريس الكانتارا (1825–1878) | ولاية أراغوا                     | 27 فبراير 1877 – 30 نوفمبر 1878                 | 11 (1877–82)                     | الحزب الليبرالي                  |                                  |
| 17                               |                                  |                                  | خوسيه غريغوريو فاليرا (1826–1896)       |                                  | 30 نوفمبر 1878 – 26 فبراير 1879                 | 11 (1877–82)                     | الحزب الليبرالي                  |                                  |
| (15)                             |                                  |                                  | أنطونيو غوزمان بلانكو (1829–1899)       | كاراكاس                          | 26 فبراير 1879 – 26 أبريل 1884                  | 11 (1877–82)                     | الحزب الليبرالي                  |                                  |
| (15)                             | 12 (1882–88)                     |                                  | أنطونيو غوزمان بلانكو (1829–1899)       | كاراكاس                          | 26 فبراير 1879 – 26 أبريل 1884                  |                                  | الحزب الليبرالي                  |                                  |
| 18                               |                                  |                                  | خواكين كريسبو (1830–1898)               | ولاية أراغوا                     | 26 أبريل 1884 – 15 سبتمبر 1886                  | الحزب الليبرالي                  |                                  |                                  |
| (15)                             |                                  |                                  | أنطونيو غوزمان بلانكو (1829–1899)       | كاراكاس                          | 15 سبتمبر 1886 – 8 أغسطس 1887                   | الحزب الليبرالي                  |                                  |                                  |
| 19                               |                                  |                                  | هيرموجينيس لوبيز (1830–1898)            | كارابوبو                         | 8 أغسطس 1887 – 2 يوليو 1888                     | مستقل                            |                                  |                                  |
| 20                               |                                  |                                  | خوان بابلو روخاس بول (1826–1905)        | كاراكاس                          | 2 يوليو 1888 – 19 مارس 1890                     | 13 (1888–90)                     | الحزب الليبرالي                  |                                  |
| 21                               |                                  |                                  | رايموندو أندويثا بالاثيو (1846–1900)    | ولاية بورتوغيزا                  | 19 مارس 1890 – 17 يونيو 1892                    | 14 (1890–94)                     | حزب المحافظين                    |                                  |
| (13)                             |                                  |                                  | غييرمو تيل فيليغاس (1823–1907)          | كارابوبو                         | 17 يونيو 1892 – 31 أغسطس 1892                   | 14 (1890–94)                     | الحزب الليبرالي                  |                                  |
| 22                               |                                  |                                  | غييرمو تيل فيليغاس بوليدو (1854–1949)   | ولاية باريناس                    | 31 أغسطس 1892 – 7 أكتوبر 1892                   | 14 (1890–94)                     | الحزب الليبرالي                  |                                  |
| (18)                             |                                  |                                  | خواكين كريسبو (1841–1898)               | ولاية أراغوا                     | 7 أكتوبر 1892 – 28 فبراير 1898                  | 14 (1890–94)                     | عسكري                            |                                  |
| (18)                             | 15 (1894–98)                     |                                  | خواكين كريسبو (1841–1898)               | ولاية أراغوا                     | 7 أكتوبر 1892 – 28 فبراير 1898                  |                                  | عسكري                            |                                  |
| 23                               |                                  |                                  | اجناسيو اندرادي (1839–1925)             | ولاية ماردة                      | 28 فبراير 1898 – 20 أكتوبر 1899                 | 16 (1898–08)                     | الحزب الليبرالي                  |                                  |
| 24                               |                                  |                                  | سيبريانو كاسترو (1858–1924)             | ولاية تاتشيرا                    | 20 أكتوبر 1899 – 19 ديسمبر 1908                 | 16 (1898–08)                     | عسكري                            |                                  |
| 25                               |                                  |                                  | خوان فيسنتي غوميز (1857–1935)           | ولاية تاتشيرا                    | 19 ديسمبر 1908 – 5 أغسطس 1913                   | 17 (1908–14)                     | عسكري                            |                                  |
| 26                               |                                  |                                  | جوزيه جيل فورتول (1861–1943)            | لارا                             | 5 أغسطس 1913 – 19 أبريل 1914                    | 17 (1908–14)                     | مستقل                            |                                  |
| 27                               |                                  |                                  | فيكتورينو ماركيز بوستيلوس (1858–1941)   | ولاية بورتوغيزا                  | 19 أبريل 1914 – 24 يونيو 1922                   | 18 (1914–22)                     | مستقل                            |                                  |
| (25)                             |                                  |                                  | خوان فيسنتي غوميز (1857–1935)           | ولاية تاتشيرا                    | 24 يونيو 1922 – 30 مايو 1929                    | 19 (1922–29)                     | عسكري                            |                                  |
| 28                               |                                  |                                  | خوان باوتيستا بيريز (1869–1952)         | كاراكاس                          | 30 مايو 1929 – 13 يونيو 1931                    | 20 (1929–31)                     | مستقل                            |                                  |
| (25)                             |                                  |                                  | خوان فيسنتي غوميز (1857–1935)           | ولاية تاتشيرا                    | 13 يونيو 1931 – 17 ديسمبر 1935 (توفي في المنصب) | 21 (1931–36)                     | عسكري                            |                                  |
| 29                               |                                  |                                  | العازار لوبيز كونتريراس (1883–1973)     | ولاية تاتشيرا                    | 18 ديسمبر 1935 – 5 مايو 1941                    | 21 (1931–36)                     | مستقل                            |                                  |
| 29                               | 22 (1936–41)                     |                                  | العازار لوبيز كونتريراس (1883–1973)     | ولاية تاتشيرا                    | 18 ديسمبر 1935 – 5 مايو 1941                    |                                  | مستقل                            |                                  |
| 30                               |                                  |                                  | إيزياس مدينا أنغاريتا (1897–1953)       | ولاية تاتشيرا                    | 5 مايو 1941 – 18 أكتوبر 1945                    | 23 (1941–48)                     | الحزب الديمقراطي                 |                                  |
| 31                               |                                  |                                  | رومولو بيتانكور (1908–1981)             | ولاية ميرندا                     | 18 أكتوبر 1945 – 17 فبراير 1948                 | 23 (1941–48)                     | حزب العمل الديمقراطي             |                                  |
| 32                               |                                  |                                  | رومولو جايجوس (1884–1969)               | كاراكاس                          | 17 فبراير 1948 – 24 نوفمبر 1948                 | 24 (1948–52)                     | حزب العمل الديمقراطي             |                                  |
| 33                               |                                  |                                  | كارلوس دلغادو شالبود (1909–1950)        | كاراكاس                          | 24 نوفمبر 1948 – 30 نوفمبر 1950                 | 24 (1948–52)                     | عسكري                            |                                  |
| 34                               |                                  |                                  | جيرمان فلاميريش (1907–1990)             | كاراكاس                          | 30 نوفمبر 1950 – 2 ديسمبر 1952                  | 24 (1948–52)                     | مستقل                            |                                  |

### جمهورية فنزويلا (1953-1999)
| رئيس جمهورية فنزويلا | رئيس جمهورية فنزويلا | رئيس جمهورية فنزويلا    | رئيس جمهورية فنزويلا             | رئيس جمهورية فنزويلا | رئيس جمهورية فنزويلا            | رئيس جمهورية فنزويلا | رئيس جمهورية فنزويلا | رئيس جمهورية فنزويلا |
| No.                  | الصورة               | الرئيس (الميلاد–الوفاة) | الرئيس (الميلاد–الوفاة)          | الولاية              | فترة الحكم                      | الانتخابات           | الحزب                |                      |
| -------------------- | -------------------- | ----------------------- | -------------------------------- | -------------------- | ------------------------------- | -------------------- | -------------------- | -------------------- |
| 35                   |                      |                         | ماركوس بيريز خيمينيز (1914–2001) | ولاية تاتشيرا        | 2 ديسمبر 1952 – 23 يناير 1958   | تاريخ فنزويلا (1952) | عسكري                |                      |
| 36                   |                      |                         | فولفغانغ ارازابال (1911–2003)    | ولاية سوكري          | 23 يناير 1958 – 14 نوفمبر 1958  | تاريخ فنزويلا (1952) | مستقل                |                      |
| 37                   |                      |                         | إدغار سانابريا (1911–1989)       | كاراكاس              | 14 نوفمبر 1958 – 13 فبراير 1959 | تاريخ فنزويلا (1952) | مستقل                |                      |
| (31)                 |                      |                         | رومولو بيتانكور (1908–1981)      | ولاية ميرندا         | 13 فبراير 1959 – 13 مارس 1964   | 26 (1958)            | حزب العمل الديمقراطي |                      |
| 38                   |                      |                         | راؤول ليوني (1905–1972)          | ولاية بوليفار        | 13 مارس 1964 – 11 مارس 1969     | 27 (1963)            | حزب العمل الديمقراطي |                      |
| 39                   |                      |                         | رفائيل كالديرا (1916–2009)       | ياراكوي              | 11 مارس 1969 – 12 مارس 1974     | 28 (1968)            | كوباي                |                      |
| 40                   |                      |                         | كارلوس أندريس بيريز (1922–2010)  | ولاية تاتشيرا        | 12 مارس 1974 – 12 مارس 1979     | 29 (1973)            | حزب العمل الديمقراطي |                      |
| 41                   |                      |                         | لويس هيريرا كامبينس (1925–2007)  | ولاية بورتوغيزا      | 12 مارس 1979 – 2 فبراير 1984    | 30 (1978)            | كوباي                |                      |
| 42                   |                      |                         | خايمي لوسنشي (1924–2014)         | ولاية أنزواتغي       | 2 فبراير 1984 – 2 فبراير 1989   | 31 (1983)            | حزب العمل الديمقراطي |                      |
| (40)                 |                      |                         | كارلوس أندريس بيريز (1922–2010)  | ولاية تاتشيرا        | 2 فبراير 1989 – 21 مايو 1993    | 32 (1988)            | حزب العمل الديمقراطي |                      |
| 43                   |                      |                         | أوكتافيو باج (1923–2017)         | ولاية أنزواتغي       | 21 مايو 1993 – 5 يونيو 1993     | 32 (1988)            | حزب العمل الديمقراطي |                      |
| 44                   |                      |                         | رامون خوسيه فيلاسكيز (1916–2014) | ولاية تاتشيرا        | 5 يونيو 1993 – 2 فبراير 1994    | 32 (1988)            | حزب العمل الديمقراطي |                      |
| (39)                 |                      |                         | رفائيل كالديرا (1916–2009)       | ياراكوي              | 2 فبراير 1994 – 2 فبراير 1999   | 33 (1993)            | التقارب الوطني       |                      |

### جمهورية فنزويلا البوليفارية (1999 حتى الآن)
| رئيس فنزويلا | رئيس فنزويلا     | رئيس فنزويلا                  | رئيس فنزويلا                  | رئيس فنزويلا                 | رئيس فنزويلا                | رئيس فنزويلا            | رئيس فنزويلا           | رئيس فنزويلا |
| No.          | الصورة           | رئيس فنزويلا (الميلاد–الوفاة) | رئيس فنزويلا (الميلاد–الوفاة) | الولاية                      | فترة الحكم                  | الانتخابات              | الحزب                  |              |
| ------------ | ---------------- | ----------------------------- | ----------------------------- | ---------------------------- | --------------------------- | ----------------------- | ---------------------- | ------------ |
| 45           |                  |                               | هوغو تشافيز (1954–2013)       | ولاية باريناس                | 2 فبراير 1999 – 5 مارس 2013 | 34 (1998) (2000)        | حركة الجمهورية الخامسة |              |
| 45           | 35 (2006)        | الحزب الاشتراكي الموحد        | هوغو تشافيز (1954–2013)       | ولاية باريناس                | 2 فبراير 1999 – 5 مارس 2013 |                         |                        |              |
| 45           | 36 (2012) (2013) | الحزب الاشتراكي الموحد        | هوغو تشافيز (1954–2013)       | ولاية باريناس                | 2 فبراير 1999 – 5 مارس 2013 |                         |                        |              |
| 46           |                  | الحزب الاشتراكي الموحد        |                               | نيكولاس مادورو (مواليد 1962) | كاراكاس                     | 5 مارس 2013 – في المنصب |                        |              |
| 46           | 37 (2018)(2024)  | الحزب الاشتراكي الموحد        |                               | نيكولاس مادورو (مواليد 1962) | كاراكاس                     | 5 مارس 2013 – في المنصب |                        |              |

## هوامش
1. 1 2
2. 1 2  استقال لارازابال من المنصب قبل نهاية فترته لمنافسة رومولو بيتانكور في انتخابات 1958، أصبح إدغار سانابريا رئيسًا بالوكالة حتى نهاية فترة ولايته في 13 فبراير 1959.
3. ↑  شغل أوكتافيو باج، رئيس الكونغرس آنذاك، منصب الرئيس بالوكالة من 21 مايو 1993 وحتى 5 يونيو 1993، عندما اختير رامون خوسيه فيلاسكيز لخلافة بيريز في الرئاسة.
4. ↑  بدأت فترة ولاية هوغو تشافيز الأولى في فبراير 1999 ويُعتقد عمومًا أنها استمرت حتى أغسطس 2000، وجاءت ولايته الثانية بعد تأكيده في الانتخابات الرئاسية الفنزويلية لعام 2000. لذلك يعتبر العديد من المؤرخين أن الفترة بين أغسطس 2000 ويناير 2007 تعتبر ولاية تشافيز الثانية. لكن في هذه القائمة تعتبر الفترة بين فبراير 1999 ويناير 2007 فترة واحدة.